# フラビンアデニンジヌクレオチド
フラビンアデニンジヌクレオチド（flavin adenine dinucleotide、FAD）は、いくつかの代謝反応に必要な酸化還元反応の補因子として働く脱水素酵素である。

## 概要
FADには2種の酸化状態と還元状態が存在し、それらの生化学的役割は2種の間で変化する。FADは還元されることによって2原子の水素を受容し、FADH2となる。
FADH2はエネルギーキャリアであり、還元された補酵素はミトコンドリアでの酸化的リン酸化の基質として使われる。FADH2は酸化されてFADとなり、これは一般的なエネルギーキャリアのATPを2分子作ることが可能である。真核生物の代謝でのFADの一次供給源はクエン酸回路とβ酸化である。クエン酸回路では、FADはコハク酸をフマル酸に酸化するコハク酸デヒドロゲナーゼの補欠分子族である。一方、β酸化ではアシルCoAデヒドロゲナーゼの酵素反応の補酵素として機能する。
酵素に結合する場合もあり、フラビン環のCH3基がCH2になって，酵素のヒスチジン残基やシステイン残基に共有結合する。
FADはリボフラビン（ビタミンB2）から誘導される。いくつかの酸化還元酵素はフラボ酵素またはフラビンタンパク質（フラボプロテイン）と呼ばれ、電子移動において機能する補欠分子族としてFADを要する。

リボフラビン
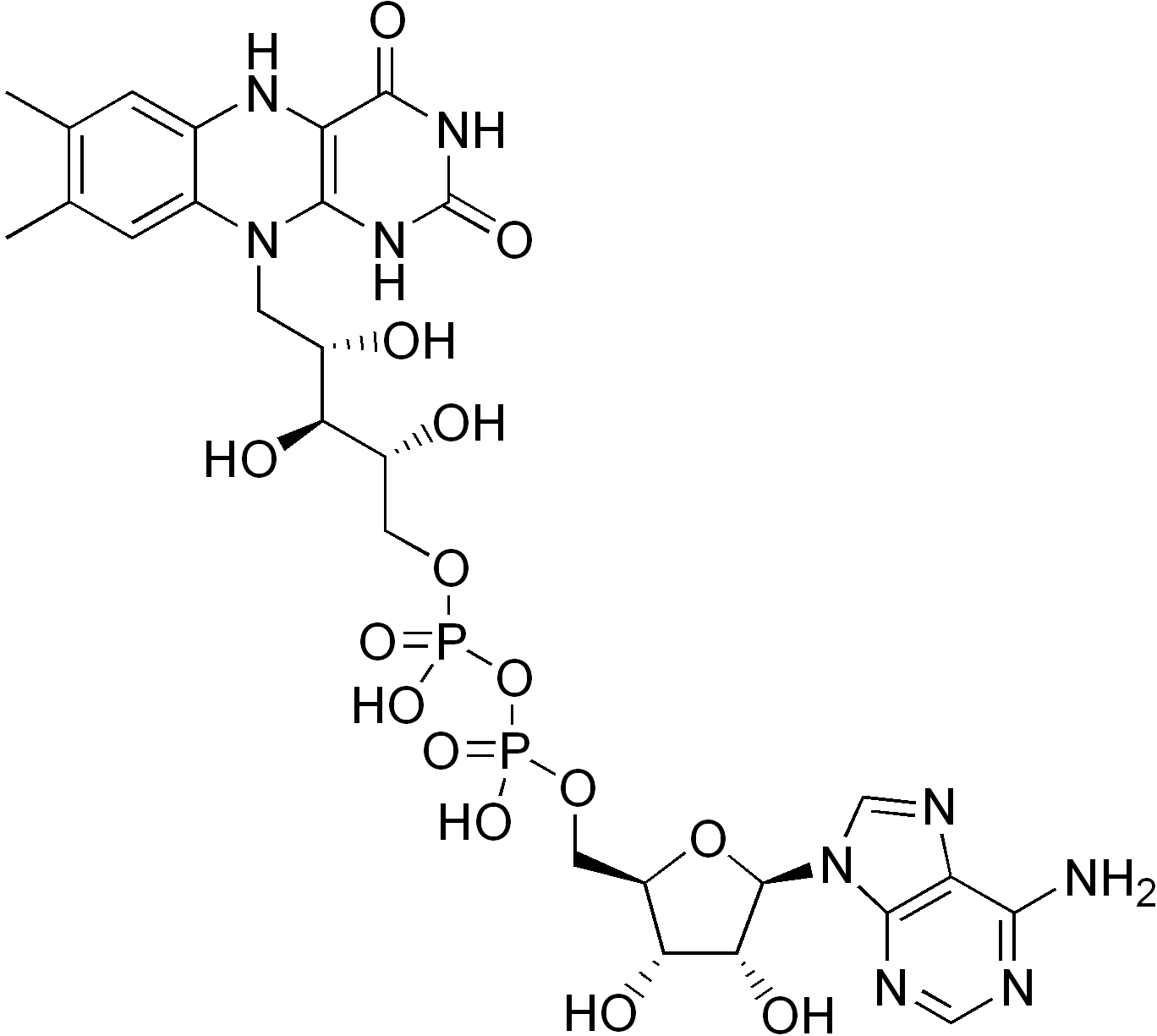
FADH2